# 德仲寺
德仲寺，藏语称“德仲贡巴”，位于西藏自治区拉萨市墨竹工卡县门巴乡德仲村，是一座藏传佛教女尼的寺院。

## 简介
德仲寺位于西藏自治区拉萨市墨竹工卡县门巴乡仁多岗村西北大约15公里的德仲村，地处德仲温泉附近。为藏传佛教噶举派寺院。
21世纪初，从德仲温泉的入口处向北，沿着青石板台阶而上，经过三十多级才可到德仲寺。该寺大殿为两层高，气势不凡。门前一大块平台用石板铺成，十分平整光洁。平台西侧有个院子，是女尼们的伙房，也是德仲寺管理委员会的办公处。东侧则有密集的小楼房。
德仲温泉东边的山坡上，丛林中零散分布着许多民居，是修行者的隐居之所，屋顶房檐上涂着褚红色。
2012年，该寺的3名尼師被评为西藏自治区爱国守法先进僧尼。